# Mont Babel (Quebec)
El Mont Babel és una muntanya de 952 metres de la regió del Quebec (Canadà). És el punt culminant de l'illa René-Levasseur. Fou anomenat en honor del missioner Louis Babel.